# 平泉州
平泉州是清代熱河地方設立的一個州，屬承德府，乾隆四十三年二月由八溝廳改設。民國初年改置平泉縣。平泉州治所在今河北省平泉市市區。